# 索拉亞區
14°09′47″S 73°18′43″W / 14.16306°S 73.31194°W
索拉亞區（西班牙語：Distrito de Soraya），是秘魯的一個區，位於該國南部阿普里馬克大區的艾馬賴斯省，始建於1857年1月2日，面積43.6平方公里，海拔高度2,870米，2005年人口879，人口密度每平方公里20人。